# Edward Gomółka
Edward Gomółka (ur. 1932, zm. 1991) – polski chemik. Absolwent Politechniki Wrocławskiej. Od 1989 r. profesor na Wydziale Inżynierii Sanitarnej, a od 1990 r. na Wydziale Inżynierii Środowiska Politechniki Wrocławskiej.